# 福建省高级人民法院
福建省高级人民法院是中華人民共和國福建省的高级人民法院。

## 沿革
1950年3月，福建省人民政府設立司法組，負責籌建省人民法院；10月9日正式成立福建省人民法院，內部設刑事審判庭、民事審判庭和行政處。
1955年2月22日，依據1954年第一屆全國人民代表大會通過的《中华人民共和国人民法院组织法》，福建省人民法院改稱福建省高級人民法院，內部分設刑庭、民庭、辦公室、司法行政處（同年3月撤銷，1959年3月重設）。1956年7月增設研究室（1962年5月併入辦公室）。
“文化大革命”期間，福建省高級人民法院由中国人民解放军福建省公检法军事管制委员会所取代，至1972年10月15日恢復。

## 机构设置
- 审判委员会

## 历任领导
院长
副院长

## 对应中级人民法院/海事法院
- 福建省福州市中级人民法院
- 福建省厦门市中级人民法院
- 福建省莆田市中级人民法院
- 福建省三明市中级人民法院
- 福建省泉州市中级人民法院
- 福建省漳州市中级人民法院
- 福建省南平市中级人民法院
- 福建省宁德市中级人民法院
- 福建省龙岩市中级人民法院
- 中华人民共和国厦门海事法院